# Martin Kjellin
August Martin Kjellin, född 7 maj 1867 i Tjällmo i Östergötland, död 7 augusti 1940 i Göteborg, var en svensk polismästare.
Kjellin tog studentexamen 1887 och hovrättsexamen 1892. Åren 1892-95 tjänstgjorde han i domsaga, 1896 var han extra notarie vid magistraten i Göteborg. År 1901 blev han polisintendent, 1903 polismästare. Under kravallerna i Göteborg 1917 tillkallades på hans order militär mot demonstranter.
Han var son till en lantbrukare och gift med en fabrikörsdotter. Martin Kjellin är begravd på Östra kyrkogården i Göteborg.